# Burg Izushi
Die Burg Izushi (japanisch 出石城, Izushi-jō) befindet sich in der Stadt Toyooka in der Präfektur Hyōgo. In der Edo-Zeit residierten dort zuletzt  die Sengoku als Fudai-Daimyō.

## Burgherren in der Edo-Zeit
- Ab 1600 wurde ein Zweig der Koide, der bereits seit 1595 dort residierte, mit einem Einkommen von 60.000 Koku bestätigt,
- ab 1697 ein Zweig der Fujii-Matsudaira mit 48.000 Koku, und
- ab 1706 bis 1868 ein Zweig der Sengoku mit 85.000 Koku.

## Geschichte
Die Burg Izushi befindet sich am Hang und Fuß des Berges Ariko (有子山), auf dem noch Spuren einer früheren Burg zu sehen sind. Die neue Burg wurde ab 1580 von den Toyotomi in moderner Form errichtet. Die heutige Burg stammt aus dem Jahr 1604, als Koide Yoshihisa (小出 吉英) Burgherr war. Auf die Koide folgten die Fujii-Matsudaira und dann die Sengoku, die dort bis zur Meiji-Restauration 1868 residierten. Unter den Sengoku kam es zu einem Erbfolgestreit, der als Sengoku-Unruhen (仙石騒動, Sengoku Sōdō) in die lokale Geschichte eingegangen ist. Das führte dazu, dass das Einkommen des Klans auf etwa die Hälfte reduziert wurde.

## Die Anlage

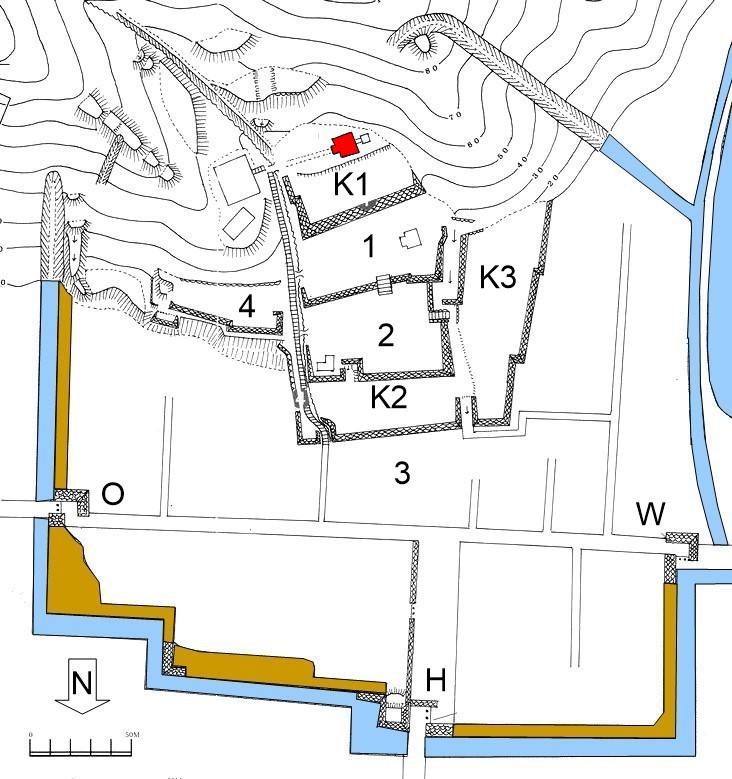
Plan der Burg (s. Text)

Für die Burg am Fuße des Ariko-Berges wurden am Hang vier Ebenen gestaltet. Von oben nach unten sind angelegt: das Inari-kuruwa (稲荷曲輪; K1 im Plan) als Vorbereich, das Hommaru (本丸; 1) der Hauptbereich, darunter der zweite Bereich (二の丸; 2) und ein vierter Bereich, das Yamasato-maru (山里丸; 4) Osten. Weiter schützen unterhalb zwei Vorbereiche die Burg, das Shita-no-kuruwa (下の曲輪; K2) und das Nishi-no-kuruwa (西の曲輪; K3) im Westen. Oberhalb des Inari-kuruwa befindet sich ein kleiner Schrein (稲荷神社; Rot im Plan), der dem Inari geweiht ist.
Vorgelagert in der Ebene befindet sich eine mit einer Ostwest-Ausdehnung von fast 400 m große Burganlage, die in zwei Teile geteilt ist. Der südliche Bereich wird vom dritten Burgbereich, dem San-no-maru (三の丸; 3) eingenommen, das im Norden bis zu der Ostweststraße reicht. Diese Straße führt zu einem Ost-Tor (東門, Higishi-mon; O) und einem Westtor (西門, Nishi-mon; W). Nördlich davon folgt ein Bereich, der Platz die Residenz des Kanzlers und Behausungen für die höheren Samurai umfasste. Durch diesen Bereich führt eine Straße zum Haupttor (大手門, Ōte-mon; H) ganz im Norden. Diese drei Tore sind als „Tigermaul-Tore“ (虎口、Koguchi) ausgeführt, d. h., ihr Durchgang ist gewinkelt und daher nicht einsehbar. Beide Bereiche sind durch Erdwälle (Braun im Plan) und Gräben (Blau) geschützt, die um die Tore herum durch Mauern verstärkt werden. Die Gräben wurden an der Bergseite durch trockene Gräben verlängert.
Heute ist der größte Teil der Burg als Park gestaltet, wobei ein Teil der Mauern erhalten sind. 1966 wurde an der Ostseite des Hommaru ein Wachturm wieder aufgebaut, 1994 wurde das Vortor vor dem Haupttor mit einer Brücke über den Wassergraben wieder hergestellt.

## Bilder

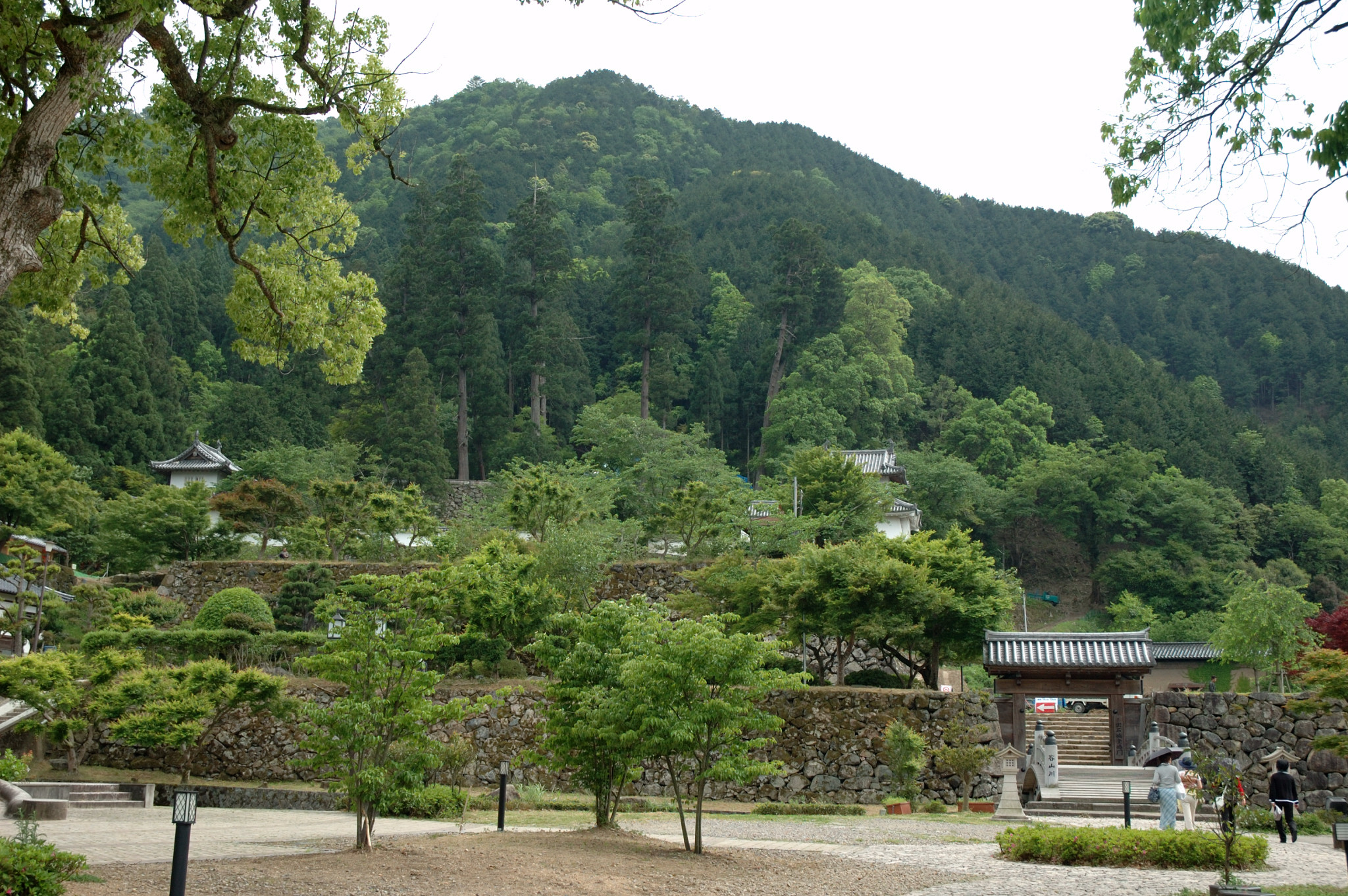
Vortor und Berg Ariko
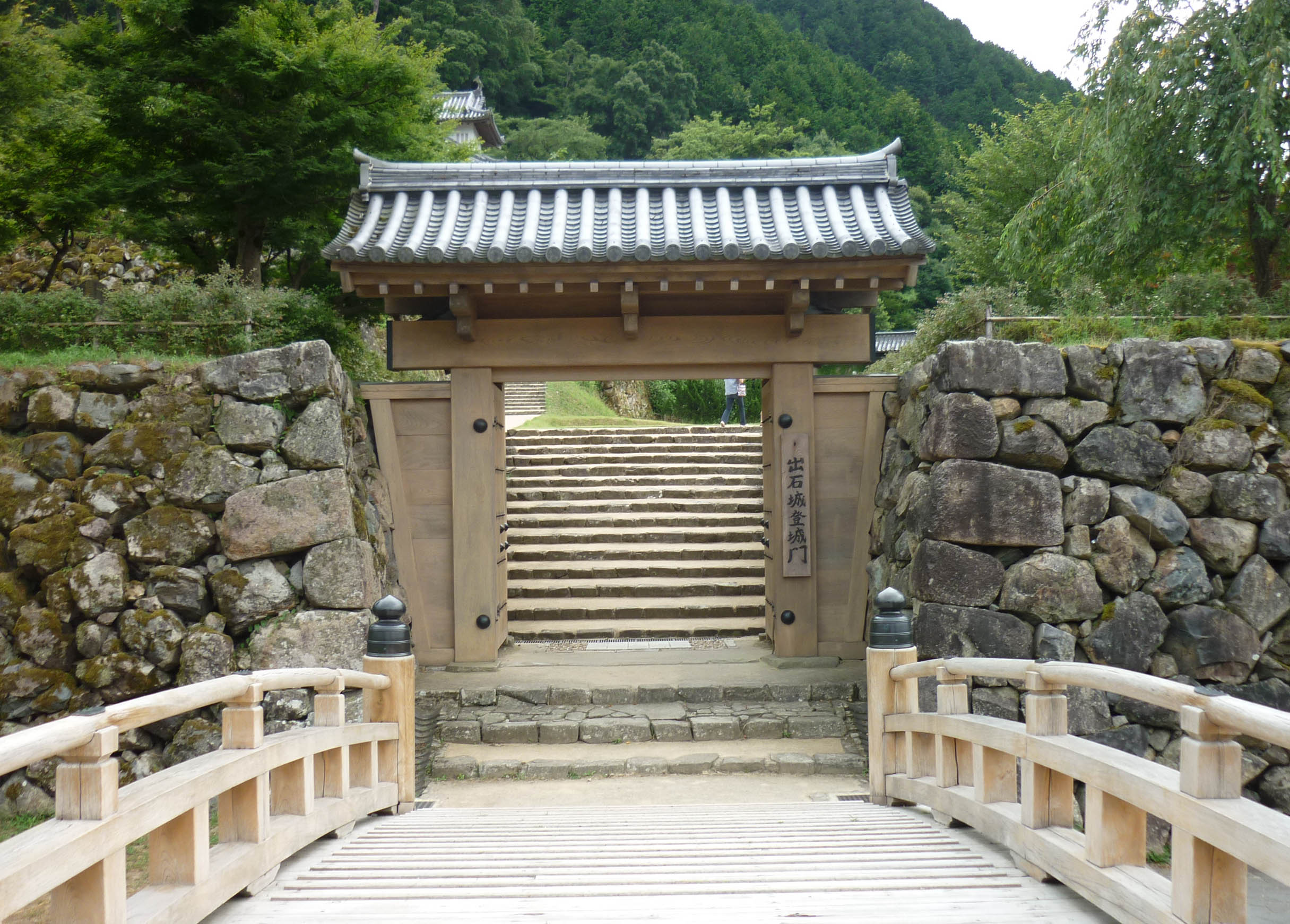
Das Vortor
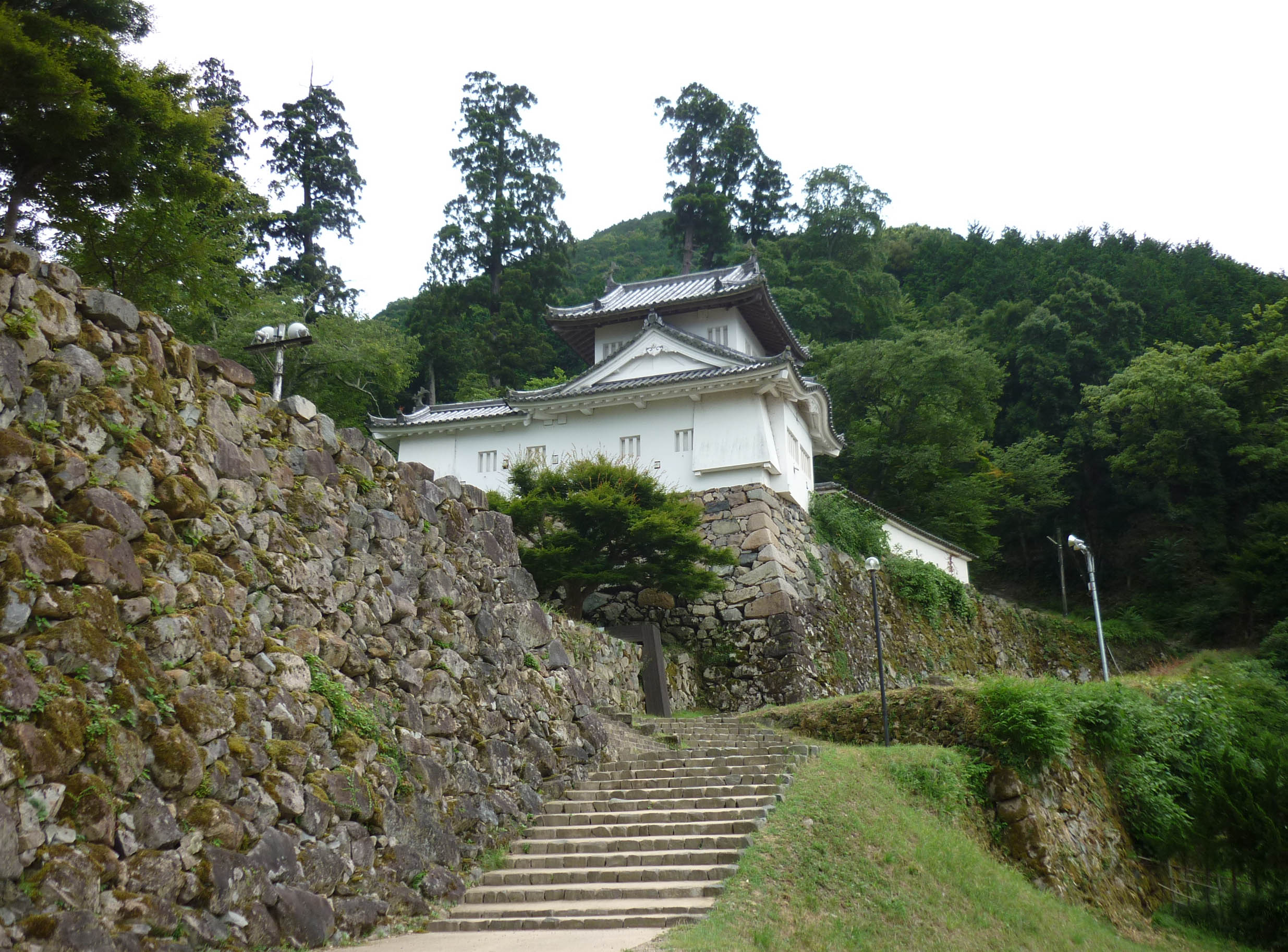
Rechte Burgseite mit Wachturm
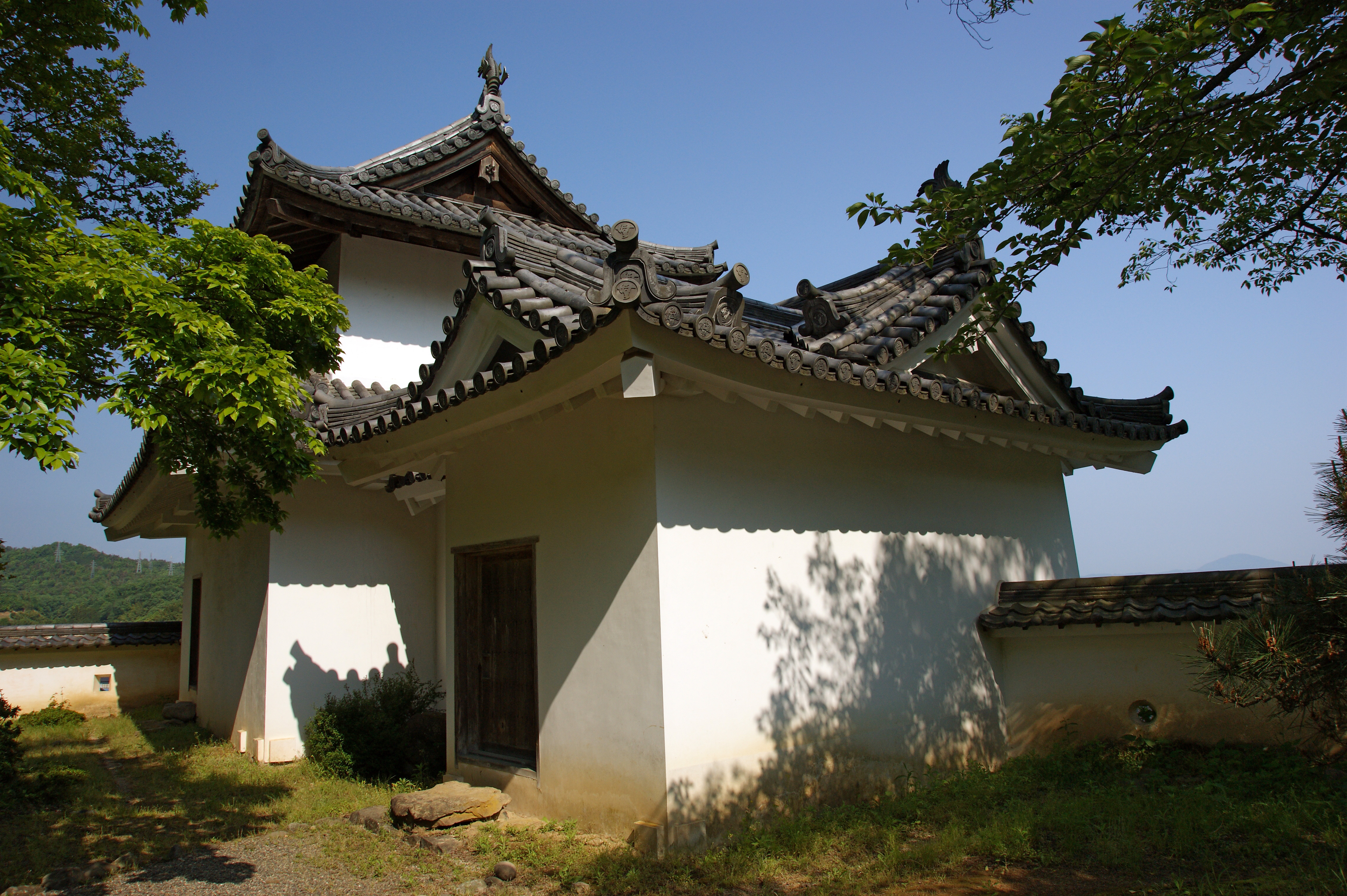
Wachturm innen
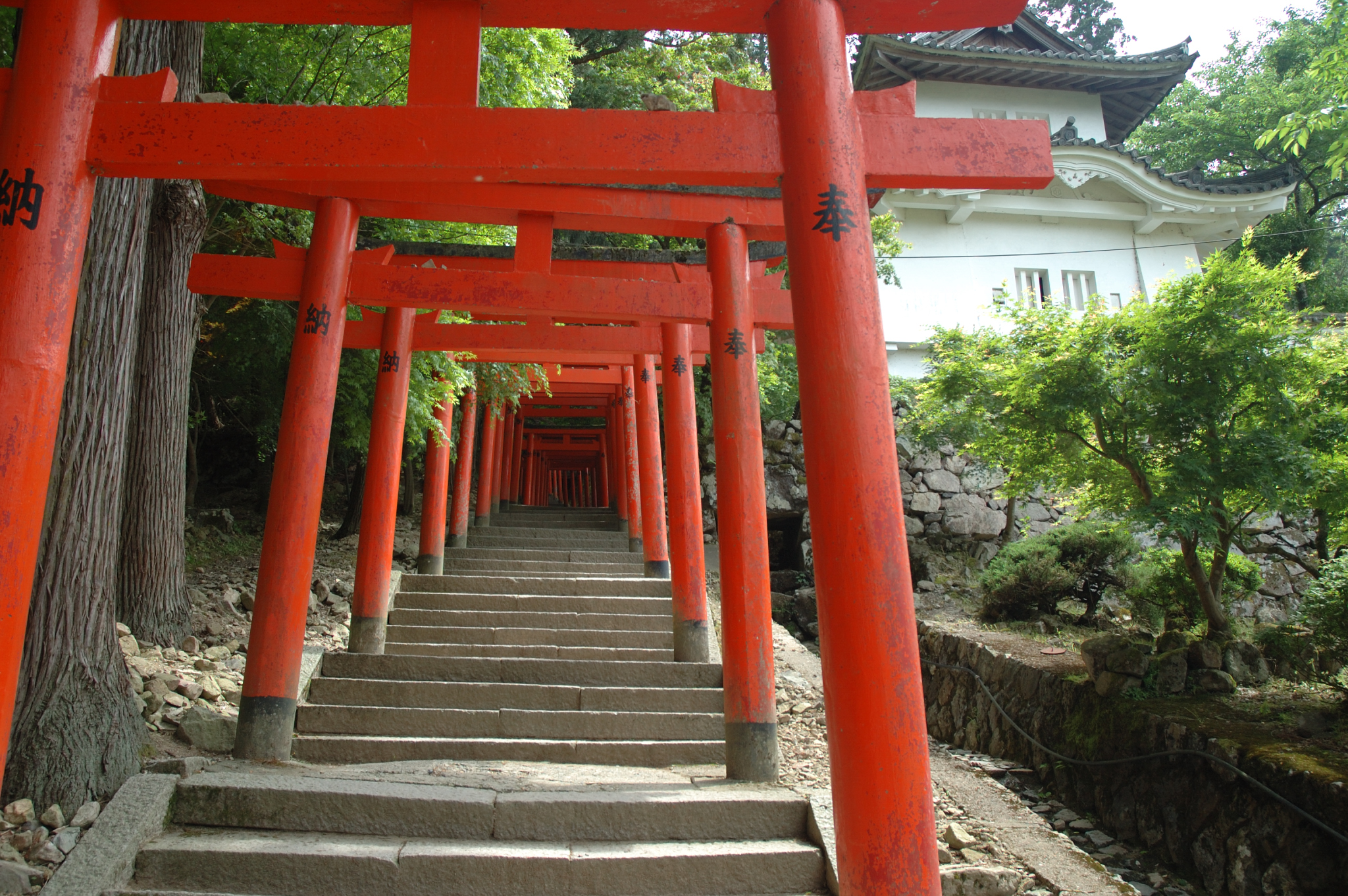
Aufstieg zum Schrein
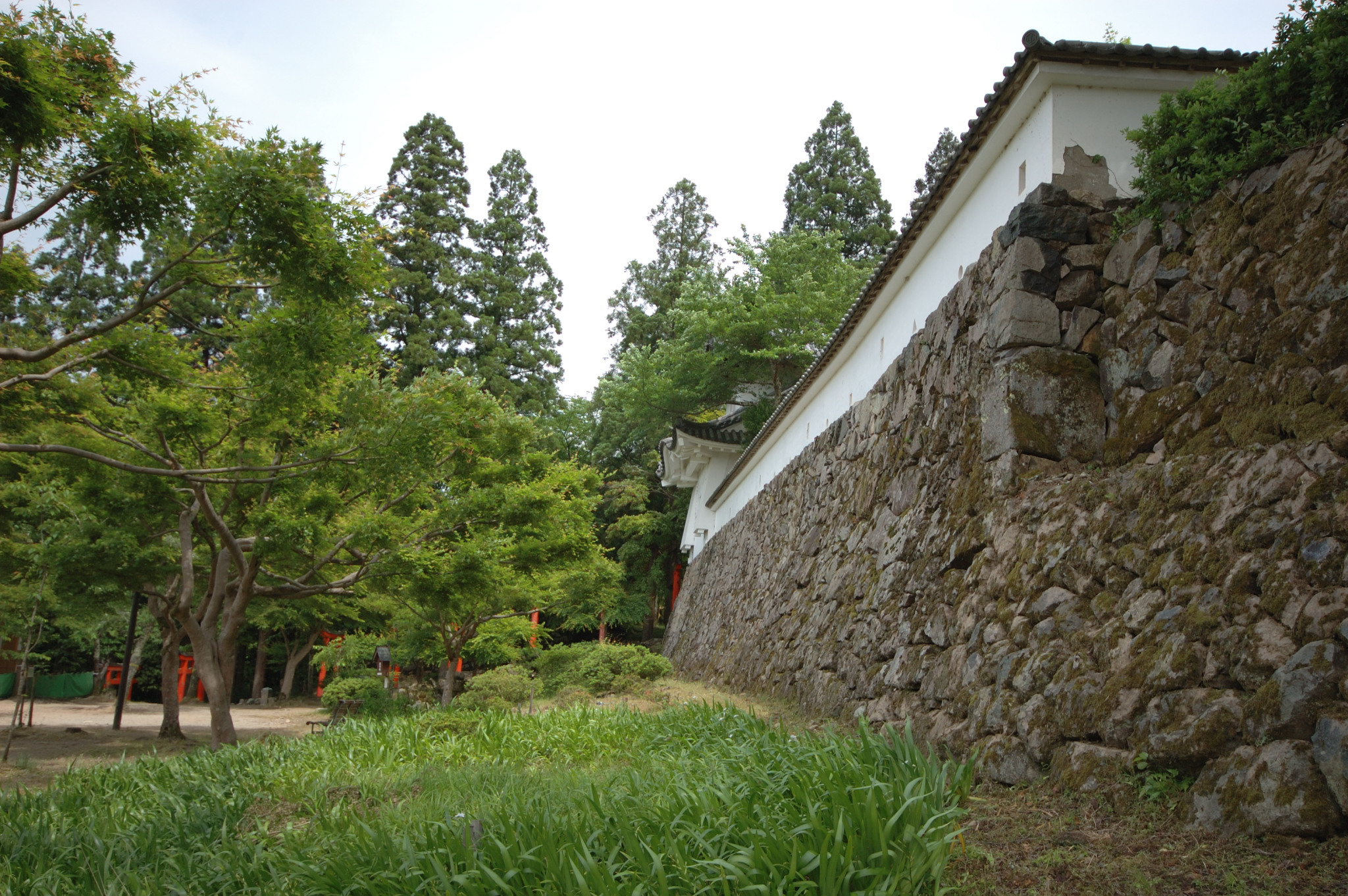
Mauerseite
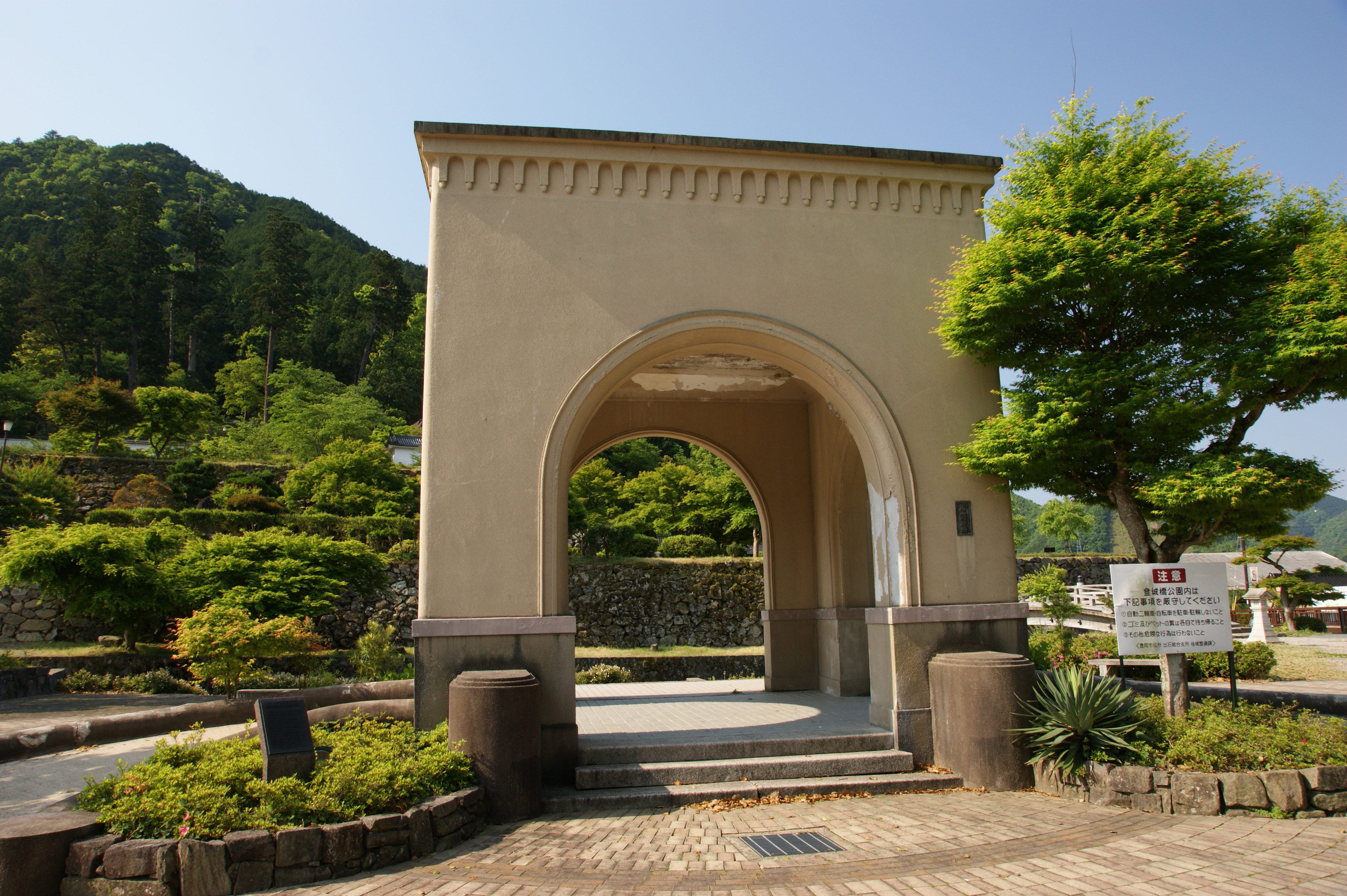
Moderner Pavillon